# Красное (Кимрский район)
Кра́сное — село в Кимрском районе Тверской области России, административный центр Красновского сельского поселения.

## География и транспорт
Село Красное по автодорогам расположена в 70 км к северо-западу от города Кимры, в 78 км от железнодорожной станции Савёлово, и в 208 км от МКАД.
Село окружено массивом мелколиственных и хвойных лесов. Почва в селе в большинстве своем относится к супесям, во многих местах присутствуют значительные залежи торфа.
Ближайшие населённые пункты — деревни Подъелье, Веска и Воробьёво.

## История

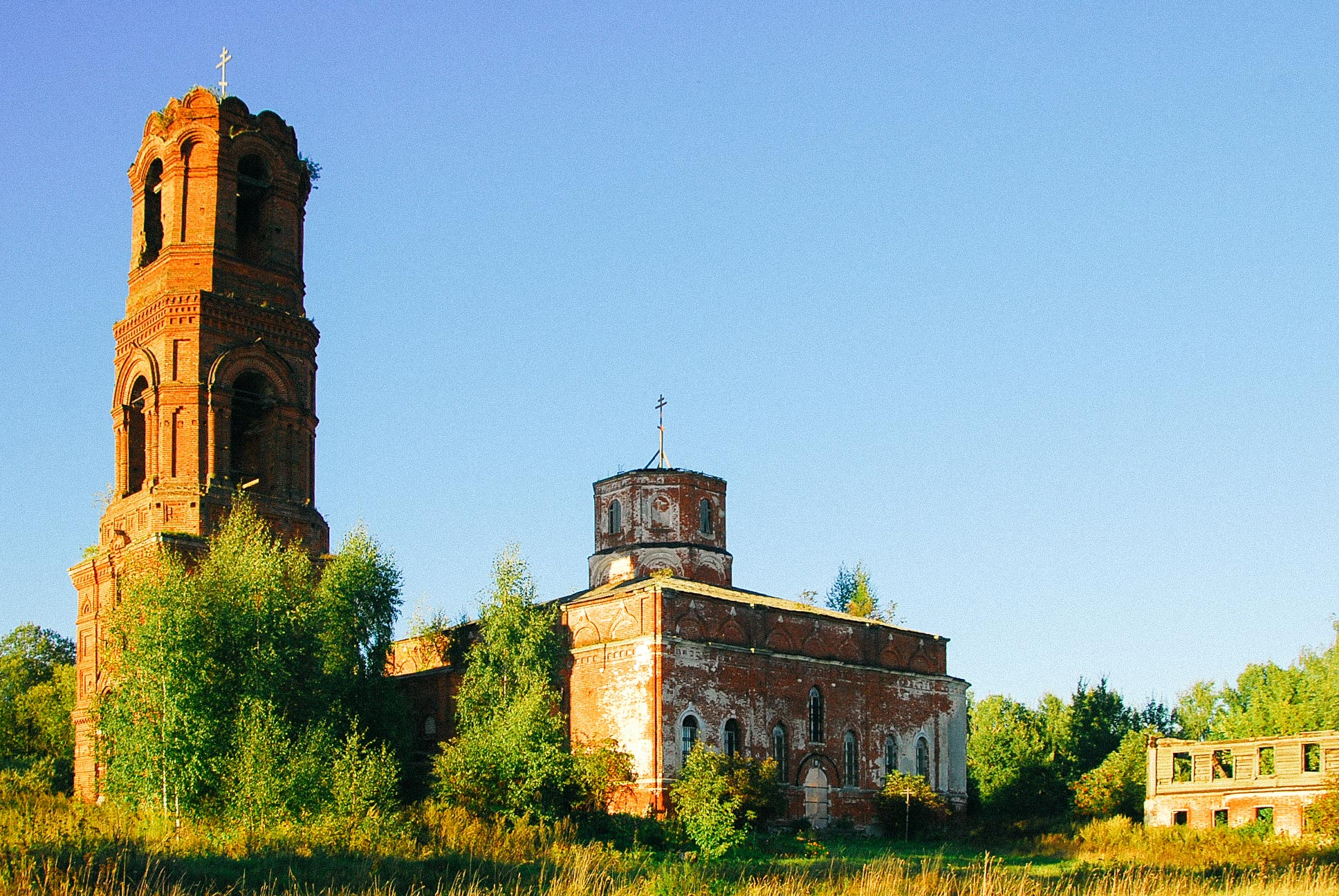
Церковь Казанской иконы Божией Матери. 2018 год

Согласно «Словарю кимрских деревень» Е. А. Релиной, первое упоминание о селе Красном датируется 1628 г.
В середине XIX века в селе находилось одно заводское производство.
В 1931 г. село Красное вошло в состав Кимрского района Московской области.
В 1935 г. село вошло в состав новообразованной Калининской области.
С начала 90-х гг. село было в составе Красновского сельского округа (ликвидирован в 2006 г.).
В 2006 г. село Красное вошло в состав новообразованного Красновского сельского поселения и стала его административным центром.

## Население
| 1859 | 1887 | 1920 | 1997 | 2002 | 2010 |
| ---- | ---- | ---- | ---- | ---- | ---- |
| 222  | ↗238 | ↗376 | ↘186 | ↘146 | ↘137 |

## Достопримечательности
- Церковь Иконы Божией Матери Казанской, 1868 года постройки[6];
- Мемориал Великой Отечественной войны.

## Учреждения
- МОУ Красновская начальная общеобразовательная школа;
- ФАП;
- ДК;
- Красновский филиал библиотеки;
- Отделение связи;
- Продуктовый магазин.